# Manolo Escobar

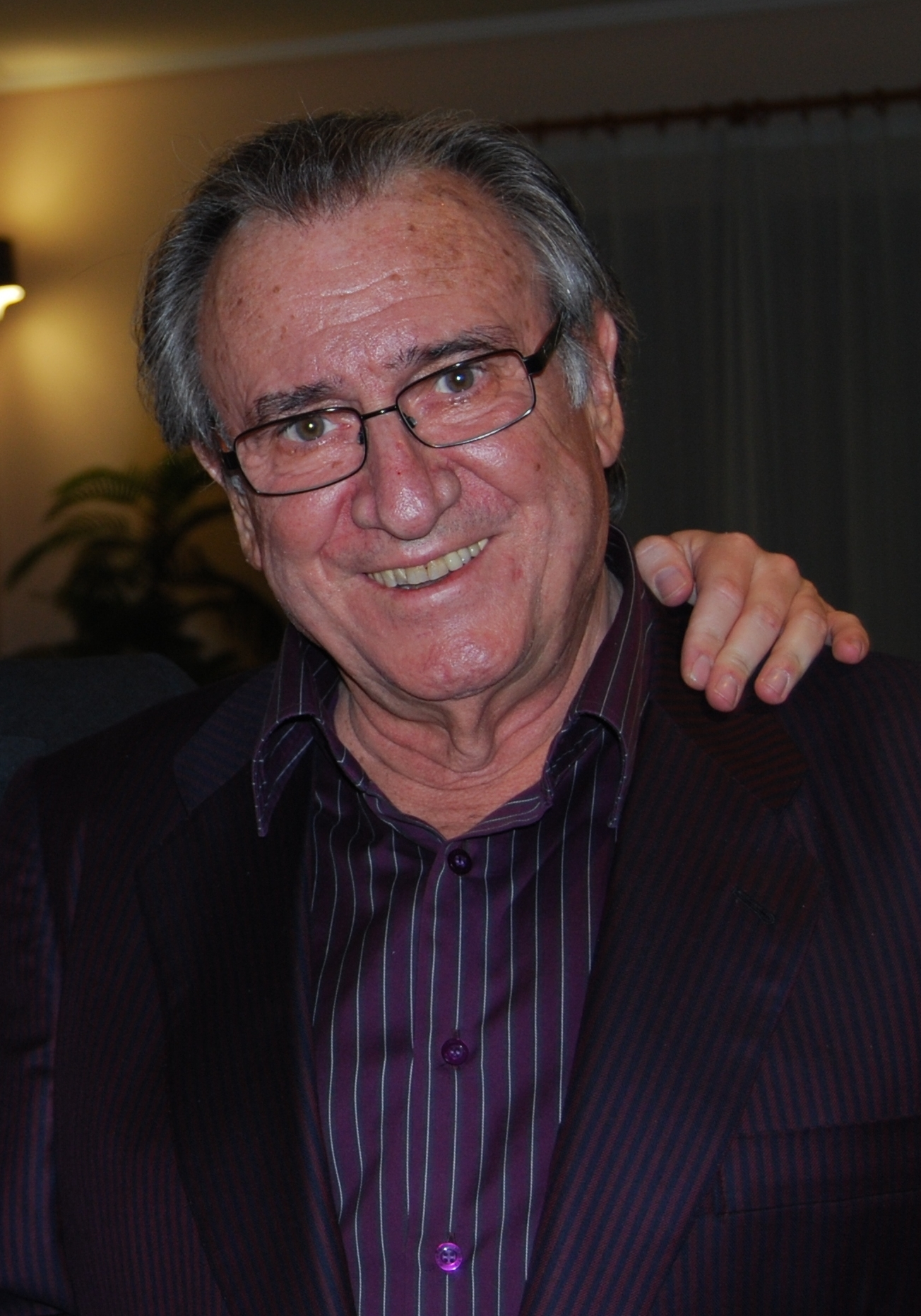
Manolo Escobar (2009)

Manuel García Escobar (* 19. Oktober 1931 in Almería, Spanien; † 24. Oktober 2013 in Benidorm, Spanien), bekannter unter dem Namen Manolo Escobar, war ein spanischer Sänger von andalusischen und spanischen Coplas. In mehreren Musikfilmen war er auch als Schauspieler tätig. Zu seinen Erfolgen zählen die Lieder El porompompero (1960), Mi carro (1969) und Y viva España (1973).

## Leben
Manolo Escobar war das fünfte Kind von Antonio García und María del Carmen Escobar. Er widmete seiner Mutter das Lied „Madrecita María del Carmen“. Im Alter von 14 Jahren ging er, zusammen mit seinen Brüdern, nach Barcelona. Dort arbeitete er als Lehrling in verschiedenen Handwerken. Escobar begann seine Show Karriere im Raum von Badalona (Barcelona) und dem Stadtteil El Raval in Barcelona. Zusammen mit seinen Brüdern Salvador und Baldomero trat er als die „Manolo Escobar Gruppe und ihre Gitarren“ auf. Mit dem Erfolg der Gruppe trat ein weiterer Bruder, Juan Gabriel, der Gruppe bei.
Im Jahr 1959 heiratete Manolo Escobar die Deutsche Anita Marx (1936–2017). Die Hochzeit fand in Köln statt. Kennengelernt haben die beiden sich in einem Ferienort an der Costa Brava.
Escobar und seine Frau adoptierten später eine Tochter. Das Lied „Mi pequeña flor“, spanisch für „Meine kleine Blume“, widmete Manolo Escobar seiner Adoptivtochter.
Manolo Escobar spielte 1962 mit Rocío Jurado im Film Los Guerilleros. Bis 1979 erschien von da an jedes Jahr mindestens ein Kinofilm, in dem Manolo Escobar die männliche Hauptrolle spielte. Sein letzter Film, Todo es posible en Granada, kam 1983 in die spanischen Kinos.
Er ist seit 1973 vor allem berühmt durch das Lied Y viva España, das von dem belgischen Komponisten Leo Caerts und dem Textautor Leo Rozenstraten stammt. Deren niederländischsprachiges Original hieß „Eviva España“, was aber auf Spanisch ähnlich wenig Sinn ergibt wie deutsche Schlagertextpassage „Die Sonne scheint bei Tag und Nacht“, und daher zu „und es lebe Spanien“ abgeändert wurde. Von der gleichnamigen Langspielplatte wurden in der Originalversion 6 Mio. Stück verkauft, in Nachauflagen weitere 10 Mio. Bis 1992 war sie die meistverkaufte LP in der spanischen Musikgeschichte. Des Weiteren wurde er als populärer Interpret der Copla andaluza bekannt.

## Diskografie

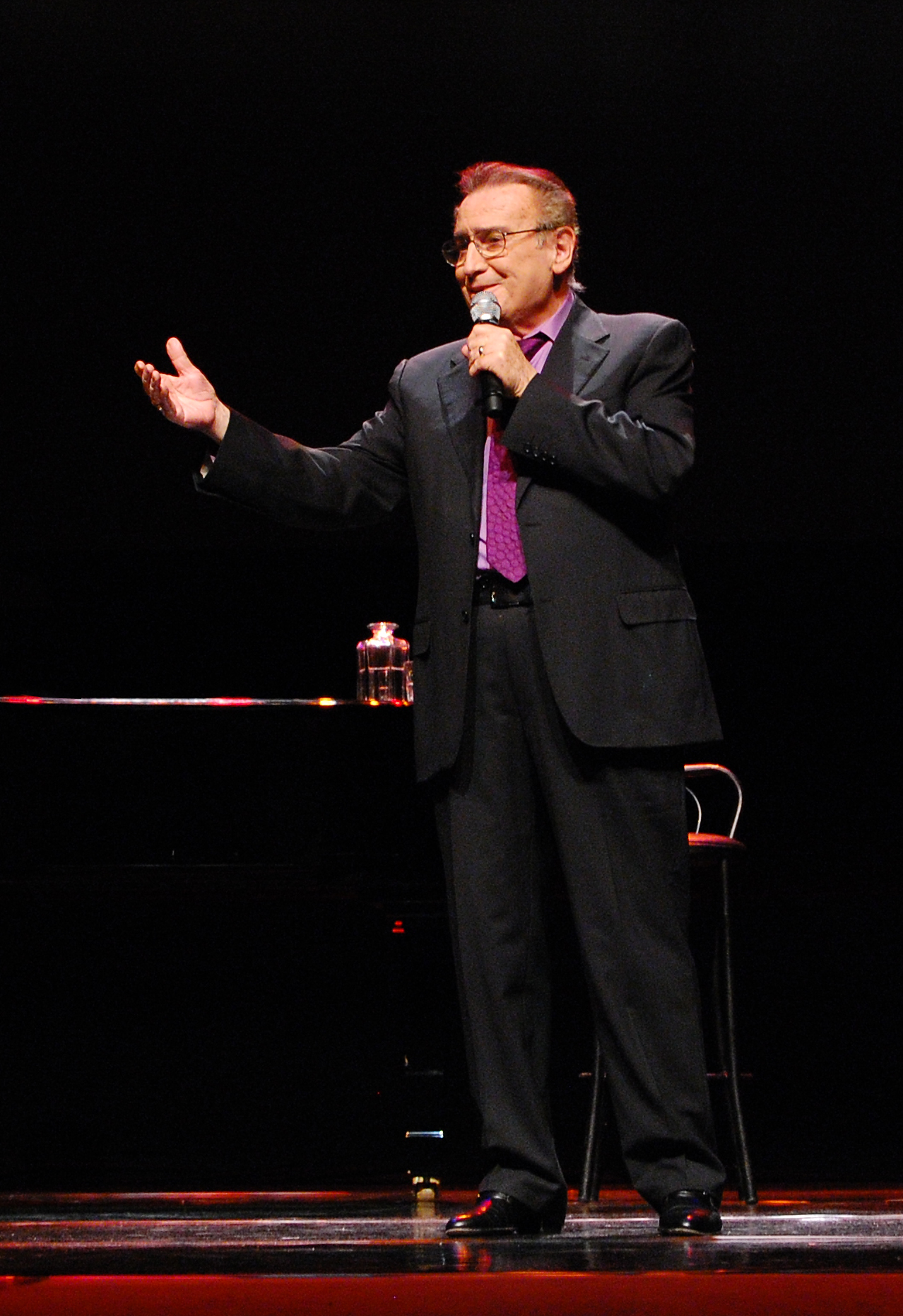
Bei einem Auftritt 2010

| - Los guerrilleros (1963) - Espigas y Amapolas (1964) - El ángel de la guarda (1965) - Aquel hijo (1966) - Pero...¿En que pais vivimos? (1967) - Éxitos de peliculas (1967) - Mi novia (1968) - Canciones de sus películas (1969) - Brindis (1969) - Aires navideños (1970) - Sevillanas de Oro (1971) - Por los caminos de España (1972) - Entre dos amores (1972) - Grandes Exitos (1973) - Me has hecho perder el juicio (1977) - Y viva España (1973) - ¡Ay, caridad! (1974) - Super Manolo (1974) - Cada lágrima tuya (1974) - Cuando los niños vienen de Marsella (1974) - Madrecita María del Carmen (1974) - Manolo Escobar y sus peliculas (1974) - Eva que hace ese hombre en tu cama (1975) - Qué guapa estás (1975) - NIña Bonita (1976) - Selección Antologica del Cancionero Español Vol.I, II, III (1976–1977; ES: Gold) - La mujer es un buen negocio (1977) - Calor (1977) - Mis mejores canciones (1977) - De las películas Préstemela esta noche y Donde hay patrón (1978) - Labrador (1978) - Villancicos (1978) - Alejandra Mon Amour (1979) - Mi pequeña flor (1979) - 30 Grandes Éxitos (1979) | - Amores (1980) - Mi carro (1980) - El porompompero (1980) - Manolo, siempre Manolo (1981) - Mi pequeña flor, Vanessa (Especial Rack) (1981) - Donde estará mi niño (1981) - Los grandes pasodobles cantados (1982) - Papá te quiero mucho (1982) - Coraje (1983) - Sevilla casi ná (1984) - Miel de Amores (1985) - Exitos de ayer y hoy (1985) - Vive la vida (1986) - Suspiros de España (1987; ES: Gold) - 20 Éxitos (1988) - 30 aniversario (1988) - Por pasodobles, por sevillanas (1989; ES: Gold) - Rumba pa ti (1990) - Los peces en el río (1990) - Que bonita eres (1991) - Tango, tango (1992) - El Clio en llamas (1993) - Por los caminos de España (1994) - Tiempo al tiempo (1994) - Solo te pido (1995) - Tiempo de navidad (1995) - 60 Coplas de Oro Vol.I, II, III (1996) - Con mi acento (1996) - Aromas (1997) - 20 Coplas de Oro (1999) - Contemporáneo (1999) - Grandes exitos (1999) - De puerto en puerto (2000) - Manolo Escobar (2002) |

## Filmografie
- 1963: Los guerrilleros
- 1965: Mi canción es para ti
- 1966: El padre Manolo
- 1966: Un beso en el puerto
- 1967: Pero … ¿en qué país vivimos?
- 1968: Relaciones casi públicas
- 1969: Juicio de faldas
- 1970: En un lugar de La Manga
- 1971: Me debes un muerto
- 1971: La casa de los Martínez
- 1972: Entre dos amores
- 1973: Me has hecho perder el juicio
- 1974: Cuando los niños vienen de Marsella
- 1975: Eva, ¿qué hace ese hombre en tu cama?
- 1977: La mujer es un buen negocio
- 1978: Donde hay patrón...
- 1978: Préstamela esta noche
- 1979: Alejandra, mon amour
- 1981: ¿Dónde estará mi niño?
- 1982: Alles ist möglich in Granada (Todo es posible en Granada)
- 1999: Manos a la obra – Madrecita María del Carmen

## Auszeichnungen für Musikverkäufe
| Land/RegionAuszeichnungen für Musikverkäufe (Land/Region, Auszeichnungen, Verkäufe, Quellen) | Gold     | Platin | Verkäufe | Quellen                       |
| -------------------------------------------------------------------------------------------- | -------- | ------ | -------- | ----------------------------- |
| Spanien (Promusicae)                                                                         | 3× Gold3 | —      | 150.000  | elportaldemusica.es ES2 (PDF) |
| Insgesamt                                                                                    | 3× Gold3 | —      |          |                               |